# Мост Чжунсянь
Мост Чжунсянь (кит. 忠县长江大桥) — висячий мост через реку Янцзы, расположенный на территории города центрального подчинения Чунцин; 23-й по длине основного пролёта висячий мост в Китае.

## Характеристика
Длина — 1 193,73 м, длина основного пролёта 560 м. Мост соединяет две части района Чжунсянь, разделённые рекой Янцзы. На восточном берегу имеет съезд/подъезд двух улиц S202 и S302, а на западном одной S202.